# Colt King Cobra

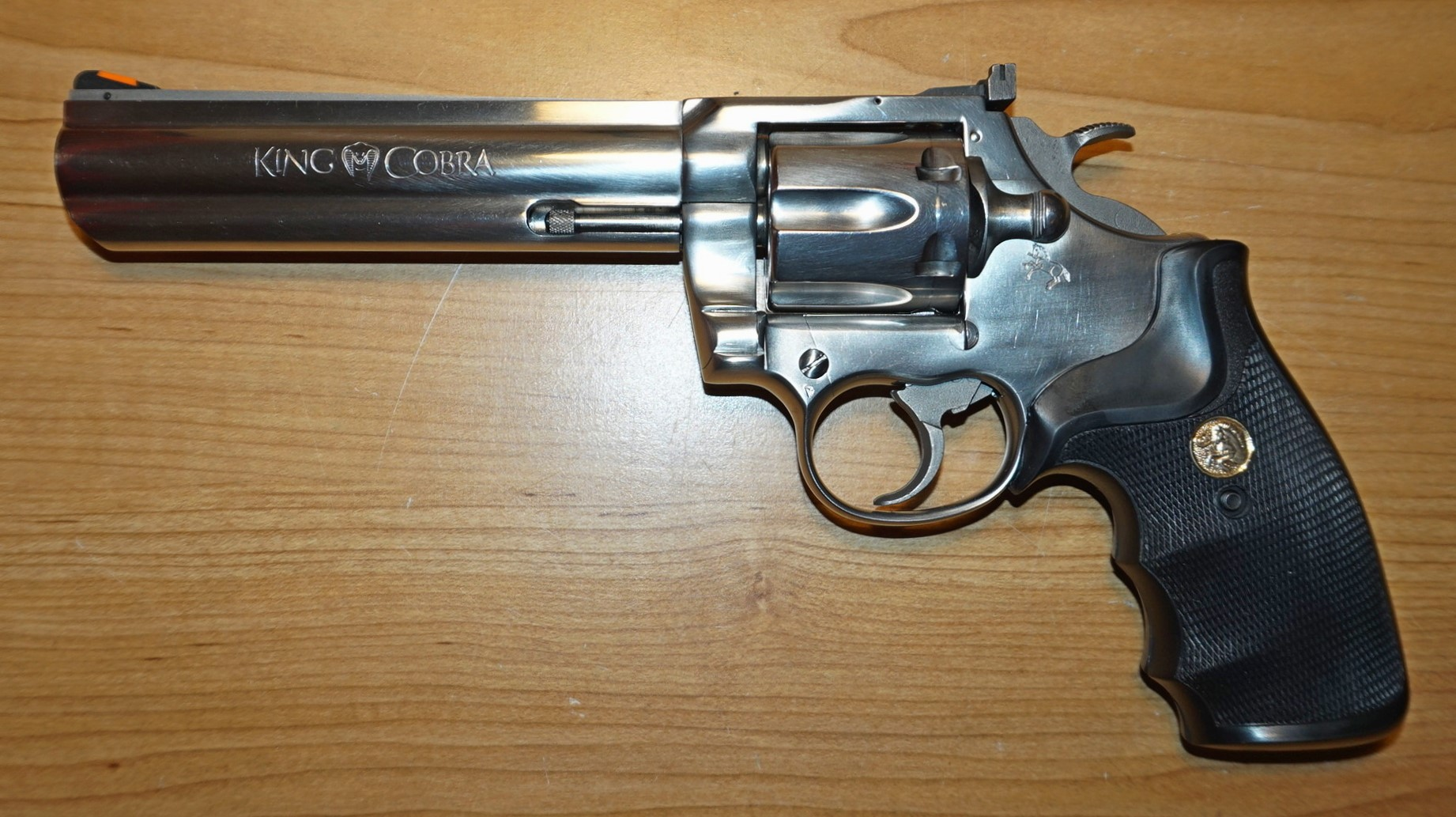
Colt King Cobra.

Le Colt King Cobra, produit entre 1986 et 1998 (avec une interruption en 1993),  fut considéré comme le successeur du Colt Python. C'est une arme au design moderne (pour l'époque), fiable, puissante, et très polyvalente : on l'utilise aussi bien pour le tir sur cible, l'auto-défense, et la chasse. La firme Colt l'a remis en production en 2019.      

## Caractéristiques
- Munitions : .357 Magnum ou .38 Special
- Mécanisme : simple action/double action
- Longueur du canon : 2 ;2,5; 4 ;6 pouces  (5, 6,35, 10 et 15 cm)
- Origine : américaine
- Longueur de l'arme: 23,5 cm avec canon de 4 pouces
- Masse de l'arme vide : 1.2 kg environ  avec canon de 4 pouces
- Portée : environ 50 m
- Capacité : 6 coups

## Représentation dans les œuvres de fiction
Moins présent à l’écran que le Colt Python, ce « Cobra royal » est identifiable par le spectateur attentif dans les mains de
- Samuel L. Jackson (Mitchell Hennessy) dans Au revoir, à jamais (1996).
- Charlie Sheen (Bud Dyerson) dans Free Money (1998)
- Ray Liotta (le Détective Oak) dans Narc (2002)
- Matthew Fox  (Patrick) dans Extinction  (2015)
- Gabriela Trujillo dans l'invention de louvette (Roman, 2021)

## Sources
- Yves Louis CADIOU,Les Colt (2): revolvers à cartouches métalliques, Editions du Portail, 1995.
- Raymond CARANTA, L'Aristocratie du Pistolet, Crépin-Leblond, 1997